# Ральф фон дер Марвіц
Ральф фон дер Марвіц (нім. Ralf von der Marwitz; 29 жовтня 1888, Ольденбург — 29 вересня 1966, Вісбаден) — німецький військово-морський діяч і дипломат, віце-адмірал крігсмаріне (1 лютого 1942).

## Біографія
1 квітня 1906 року вступив на флот. Пройшов підготовку на навчальному кораблі «Штош» і у військово-морському училищі. У 1908-10 роках знаходився в плаванні до берегів Південної Америки. З вересня 1910 року служив на міноносцях. Учасник Першої світової війни, командир тральщика і групи тральщиків. У 1917-20 роках командир 3-ї півфлотилії тральщиків.
Після демобілізації армії залишений на флоті. З червня 1920 року — командир 8-й півфлотилії тральщиків, з жовтня 1921 року командував ротою берегової оборони. З 3 жовтня 1923 року — 1-й офіцер легкого крейсера «Гамбург», з 1 квітня 1925 року — інструктор випробувального командування. З 30 вересня 1927 року — командир 1-го морського артилерійського дивізіону, з 1 жовтня 1930 року — батальйону загороджувачів. З 28 вересня 1932 року — комендант берегових укріплень в Емсмюндінгу. З 7 жовтня 1935 року — комендант Везермюнде. 10 липня 1937 року переведений на військово-дипломатичну службу військово-морським аташе німецького посольства в Парижі, одночасно до 13 жовтня 1938 року виконував обов'язки військово-морського аташе в Лісабоні.

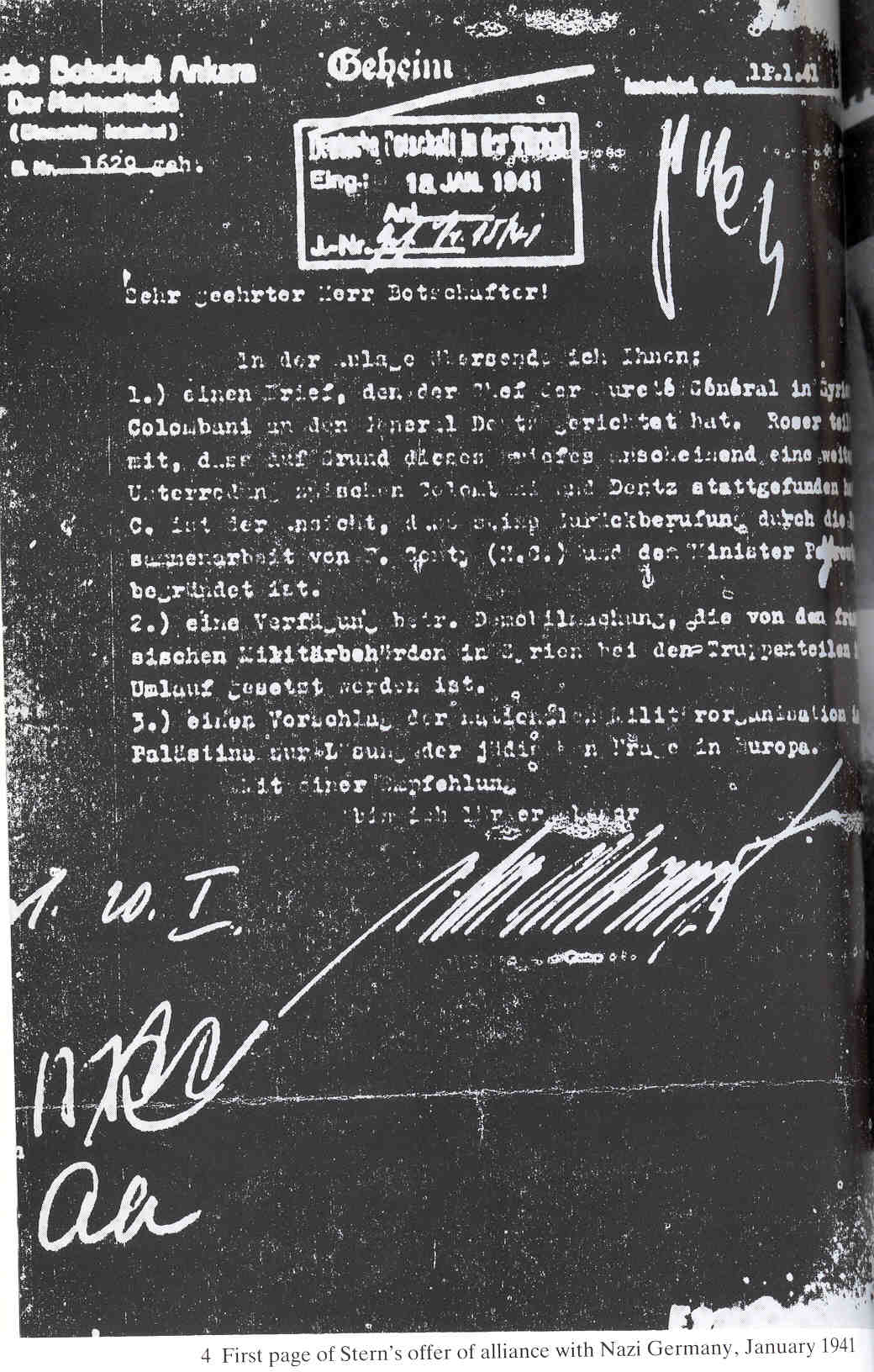
Лист Марвіца німецькому послу в Туреччині Францу фон Папену (11 січня 1941).

19 травня 1939 року призначений на один з ключових військово-дипломатичних постів — військово-морського аташе в Анкарі. Одночасно виконував обов'язки військово-морського аташе в Афінах (19 травня 1939 — 31 серпня 1944), Бухаресті (19 травня 1939 — 23 вересня 1944) і Софії (19 травня 1939 — 31 серпня 1944). У серпні 1944 року Туреччина розірвала дипломатичні відносини з Німеччиною і Марвіц був інтернований. 1 листопада 1946 року звільнений.

## Нагороди
- Залізний хрест 2-го і 1-го класу
- Військовий Хрест Фрідріха-Августа (Ольденбург) 2-го і 1-го класу
- Ганзейський Хрест (Гамбург)
- Королівський орден дому Гогенцоллернів, лицарський хрест з мечами (4 грудня 1917)
- Орден Святого Йоанна (Бранденбург), почесний лицар
- Почесний хрест ветерана війни з мечами
- Медаль «За вислугу років у Вермахті» 4-го, 3-го, 2-го і 1-го класу (25 років)
- Хрест Воєнних заслуг 2-го і 1-го класу з мечами